# Keble College

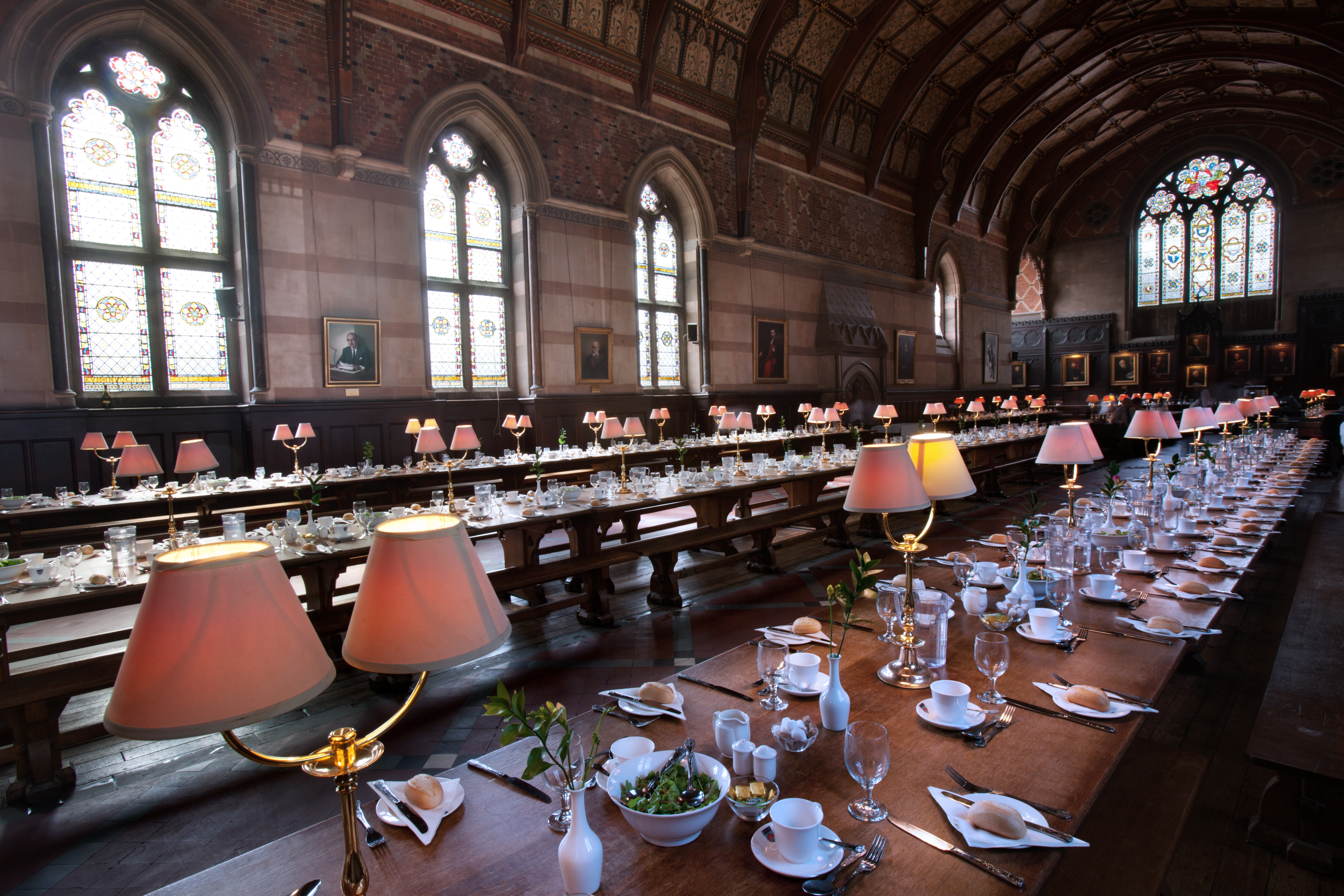
La grande salle

Keble College est un collège de l'Université d'Oxford, créé en 1870 par Edward Pusey en hommage à John Keble. Le collège est situé sur Parks Road, près du "University Museum" et des parcs de l'université. 
L'architecte, William Butterfield, a utilisé de la brique et de la pierre. Keble est aujourd'hui un des plus grands collèges d'Oxford, avec 435 étudiants et 245 étudiants du troisième cycle.  Dans une petite chapelle dans l'église du collège est conservée une peinture de Holman Hunt, appelée The Light of the World ("La lumière du monde").  Le directeur est Sir Jonathan Phillips.

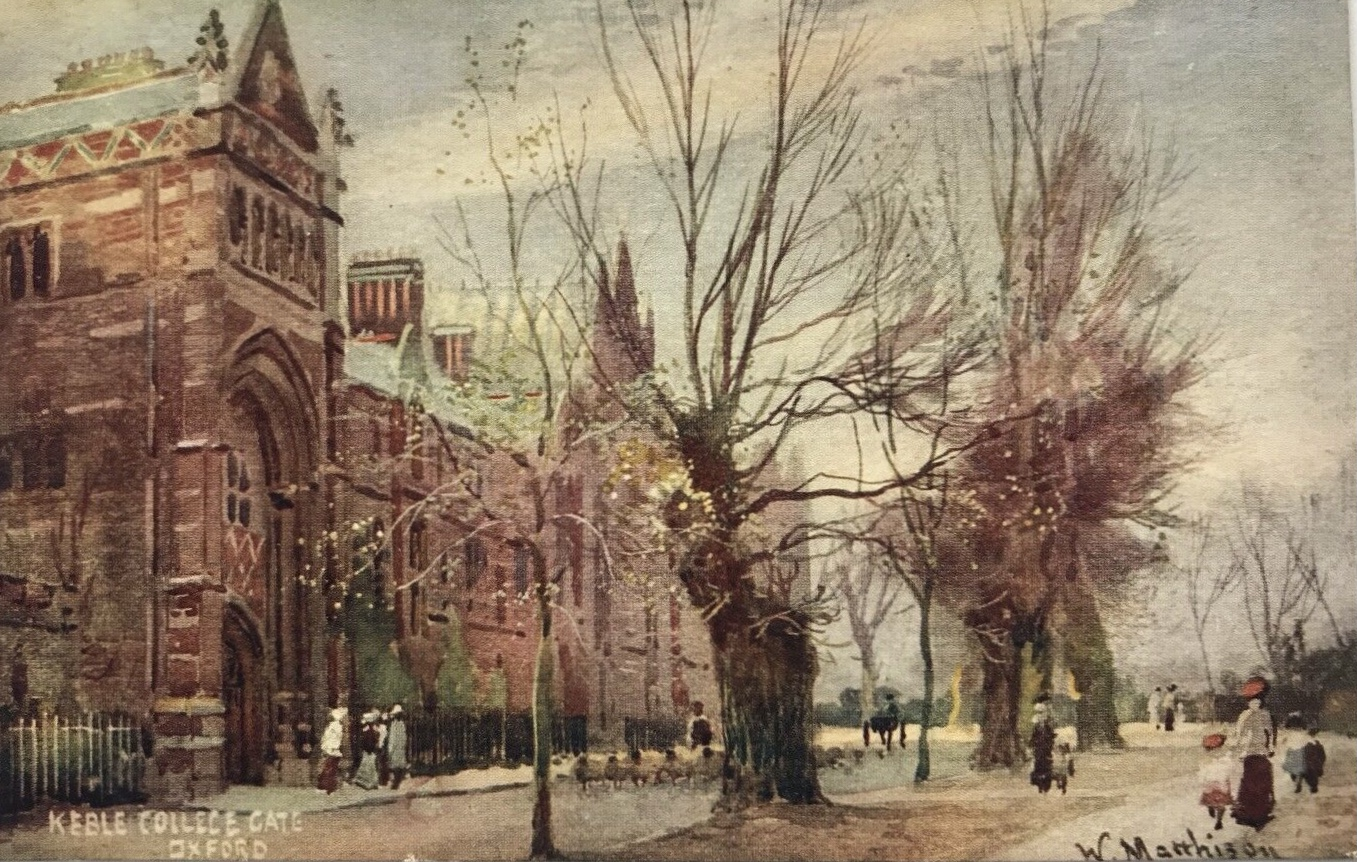
Keble College vu de Parks road, William Mathison, 1910

## Étudiants et enseignants du collège
- Caroline Criado-Perez, journaliste et féministe britannique.
- Imran Khan, premier ministre pakistanais.

## Wardens
- Edward Talbot 1870-1888
- Robert Wilson 1888-1897
- Walter Lock 1897-1920
- Beresford Kidd 1920-1939
- Harry James Carpenter 1939-1955
- Eric Symes Abbott 1956-1960
- Austin Farrer 1960-1968
- W. S. Barrett (faisant fonction, 1968-1969)
- Dennis Nineham 1969-1979
- Christopher Ball 1980-1988
- George Barclay Richardson 1988-1994
- Averil Cameron 1994-2010
- Jonathan Phillips 2010-2022[2]
- Michael Jacobs depuis 2022[3]